# NGC 4848
NGC 4848 est une vaste galaxie spirale barrée (intermédiaire ?) située dans la constellation de la Chevelure de Bérénice. Sa vitesse par rapport au fond diffus cosmologique est de 7 460 ± 19 km/s, ce qui correspond à une distance de Hubble de 110,0 ± 7,7 Mpc (∼359 millions d'al). NGC 4848 a été découverte par l'astronome prussien Heinrich Louis d'Arrest en 1865.

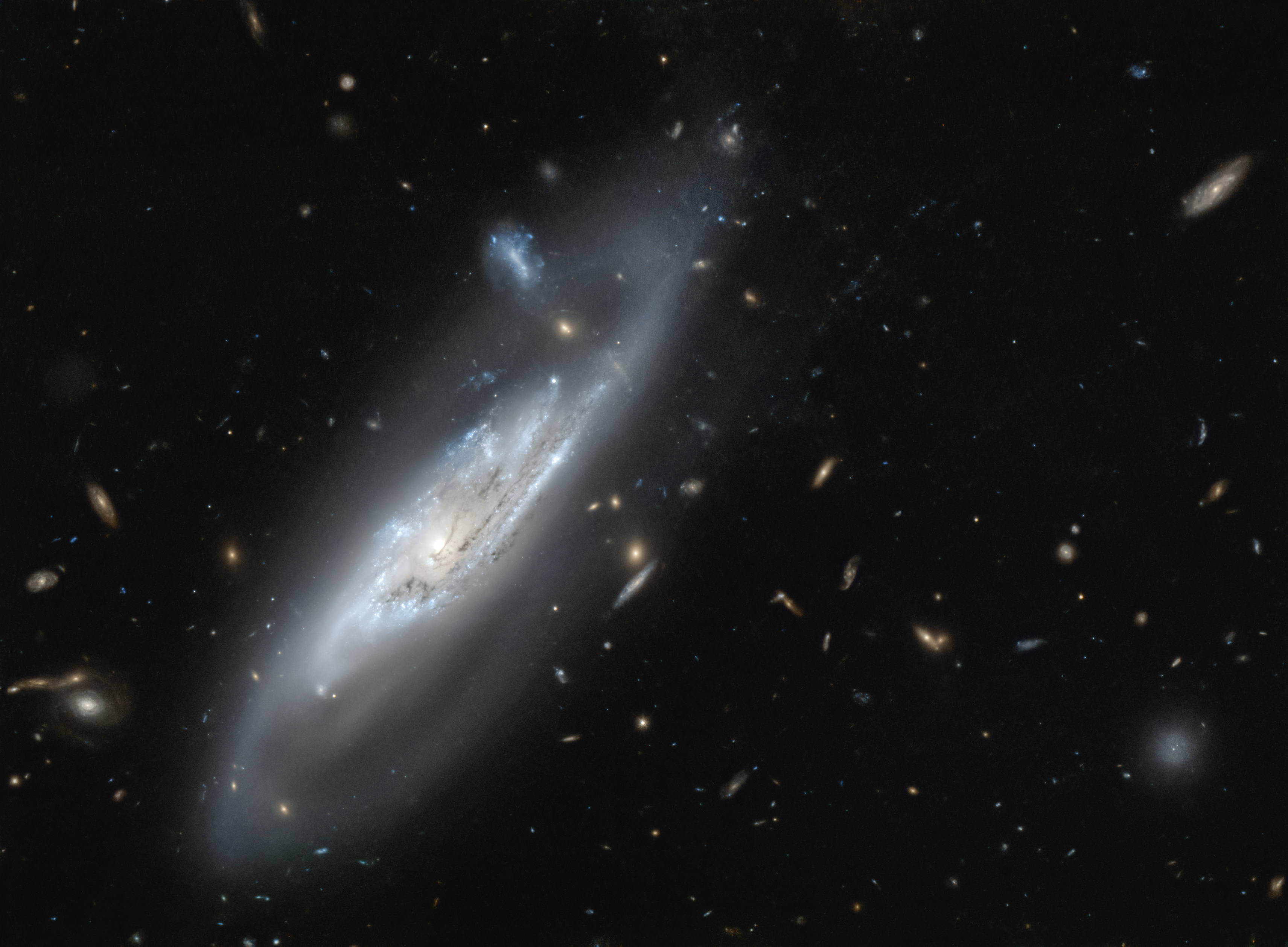
NGC 4848 par le télescope spatial Hubble. L'image laisse apparaître de nombreuses galaxies en arrière plan.

La classe de luminosité de NGC 4848 est I-II et elle présente une large raie HI. Elle renferme également des régions d'hydrogène ionisé. C'est une aussi une galaxie active (AGN).
À ce jour, trois mesures non basées sur le décalage vers le rouge (redshift) donnent une distance de 102,967 ± 4,637 Mpc (∼336 millions d'al), ce qui est à l'intérieur des valeurs de la distance de Hubble. Notons cependant que c'est avec la valeur moyenne des mesures indépendantes, lorsqu'elles existent, que la base de données NASA/IPAC calcule le diamètre d'une galaxie et qu'en conséquence le diamètre de NGC 4848 pourrait être d'environ 54,4 kpc (∼177 000 al) si on utilisait la distance de Hubble pour le calculer.

## Groupe de NGC 4889
NGC 4848 fait partie du groupe de NGC 4889, la galaxie la plus brillante de ce groupe. Ce groupe de galaxies compte au moins 18 membres. Les autres galaxies du groupe sont NGC 4789, NGC 4807, NGC 4816, NGC 4819, NGC 4827, NGC 4839, NGC 4841, NGC 4853, NGC 4874, NGC 4889, NGC 4895, NGC 4911, NGC 4926, NGC 4944, NGC 4966, NGC 4841A et UGC 8017 (noté 1250+2839 dans l'article de Mahtessian pour CGCG 1250.4+2839).
La désignation DRCG 27-220 est utilisée par Wolfgang Steinicke pour indiquer que cette galaxie figure au catalogue des amas galactiques d'Alan Dressler. Les nombres 27 et 220 indiquent respectivement que c'est le 27e amas de la liste, soit Abell 1656 (l'amas de la Chevelure de Bérénice), et la 220e galaxie de cet amas. Cette même galaxie est aussi désignée par ABELL 1656:[D80] 220 par la base de données NASA/IPAC, ce qui est équivalent. Dressler indique que NGC 4848 est une galaxie spirale de type Scd.